# Silvia Westermann
Silvia Westermann Andrade (La Unión, 1944) es una curadora de arte y gestora cultural chilena. Es presidenta de la Academia Chilena de Bellas Artes, la primera mujer en ocupar el cargo.

## Biografía
Entre 1968 y 1969 estudió cerámica y modelado en la Universidad de California en Berkeley. Uno de sus profesores fue el artista Peter Voulkos. En 1970, de vuelta en Chile, estudió diseño y orfebrería en el Instituto Cultural de Providencia con el escultor Matías Vial. Posteriormente cursó estudios de diseño e historia de arte americano en la Universidad de Boston.
Se casó con el escultor Sergio Castillo Mandiola, quien era veinte años mayor que ella. En 1974, tras el golpe de Estado en Chile, se fueron del país para vivir en Estados Unidos y España. A comienzos de la década de 1980 abrió una galería de arte en San Lorenzo de El Escorial, donde promovió el trabajo de artistas de diferentes procedencias. La galería funcionó durante catorce años. Durante aquella época participó también como jurado en algunos concursos de pintura en España.
Al regresar a Chile, en la década de 1990, desarrolló una carrera como curadora de diferentes muestras y retrospectivas. En 1996 creó una exposición titulada "50 años de la Escultura Contemporánea Chilena" en el Centro Cultural Estación Mapocho. La actividad, que tenía por objetivo difundir el trabajo escultórico realizado en el país, que según Westermann no había recibido la suficiente atención por parte de la sociedad chilena, reunió más de 300 obras de 76 artistas creadas entre los años 40 y 80. Las demás exposiciones que organizó como curadora tuvieron lugar en el Museo Nacional de Bellas Artes, las salas de exhibición de Fundación Telefónica y la Universidad de Talca, entre otros.
En 2016 se incorporó como miembro de número a la Academia Chilena de Bellas Artes, ocupando el sillón 9. Se desempeñó, además, como secretaria académica de su directorio y en 2019 fue elegida presidenta de la institución, la primera mujer en ocupar dicho cargo desde su fundación en 1964.
En octubre de 2022 fue nombrada por el presidente Gabriel Boric como una de sus representantes en la Junta Directiva de la Universidad de Talca, junto a Elizabeth Lira y Sonia Montecino.